# 11-es busz (Szeged)
A szegedi 11-es jelzésű autóbusz Tarján, Víztorony tér és a Személy pályaudvar között közlekedett. A járatot a DAKK Zrt. üzemeltette.

## Története
11-es
A 11-es járat a Tarján, Víztorony tér és Szeged pályaudvar között közlekedett. 
2012. április 10-étől a járat útvonalát lerövidítették, Tarján, Víztorony térről csak a Bartók térig járt. A lakosok tiltakozása miatt 2012. november 1-jétől az útvonalát visszaállították. 2015. augusztus 23-án szűnt meg a járat. Szerepét a 77-es és 77A buszok vették át, miután módosították korábbi útvonalukat.
11A
A 11A jelzésű betétjárat 1997-ben és 1999-ben a Tarján, Víztorony tér – Mars tér között közlekedett, csak iskolai előadási napokon, csúcsidőben.
M11, 11Y
Az M11-es járat 1973 óta létezett.[forrás?] A Tarján, Víztorony tér – Csillag tér – Szilléri sgt. – Nagykörút – Kossuth Lajos sgt. – Budapesti út – Gumigyár útvonalon közlekedett 1985-ben. Az „M” betű elhagyása és a 11-es szám foglaltsága miatt a járat jelzése 11Y-ra változott 1996-ban.[forrás?] A 11Y járat 2009. szeptember 25-én járt utoljára, spórolás címszó alatt szüntették meg, mivel a 90H vonalát megváltoztatták a SZILK felé, de csak napi két indulást hagytak meg. A 11Y legutolsó menetrendje szerint Tarján, Víztorony térről 4.50-kor, 5.15-kor, 6.05-kor, 13.20-kor, 15.00-kor, 16.05-kor és 21.20-kor, míg a Gumigyártól 5.10-kor, 5.35-kor, 6.30-kor, 14.30-kor, 15.30-kor, 16.30-kor és 22.25-kor indult. A Gumigyár felé a járatok betértek a Mars térre és a Cora áruházhoz, míg  visszafelé a Cora áruházhoz  és a Mars térre nem, kivétel  a 22.25-kor indult járat volt, ami betért a Mars térre. A menetidő a Gumigyár felé 24 perc, Tarján felé 20 perc volt.

## Járművek
A vonalon általában szóló autóbuszok közlekedtek, ezek többsége alacsony padlós Mercedes-Benz Conecto és Volvo 7700 típusú volt. Ezek mellett – főleg csúcsidőben – előfordultak még Ikarus 260 és 260G típusú járművek.

## Útvonala
| Személy pályaudvar felé | Tarján, Víztorony tér felé |
| --- | --- |
| Tarján, Víztorony tér vá. – Budapesti körút – Csillag tér – Szilléri sugárút – Római körút – Brüsszeli körút – Berlini körút – Párizsi körút – Mars tér – Londoni körút – Moszkvai körút – Bécsi körút – Szentháromság utca – Szent Ferenc utca – Személy pályaudvar vá. | Személy pályaudvar vá. – Szent Ferenc utca – Szentháromság utca – Bécsi körút – Moszkvai körút – Londoni körút – Mars tér – Párizsi körút – Berlini körút – Brüsszeli körút – Római körút – Szilléri sugárút – Csillag tér – Budapesti körút – Tarján, Víztorony tér vá. |

## Megállóhelyei
| 0  | Tarján, Víztorony tér végállomás | 18 |
| 1  | Csillag tér (Budapesti körút)    | 17 |
| 3  | Fecske utca                      | 15 |
| 4  | Római körút (Szilléri sugárút)   | 14 |
| 6  | Gál utca (↓) Sándor utca (↑)     | 13 |
| 7  | Berlini körút                    | 12 |
| 8  | Hétvezér utca                    | 10 |
| 11 | Mars tér (autóbusz-állomás)      | 8  |
| 13 | Kálvária sugárút                 | 5  |
| 15 | Petőfi Sándor sugárút            | 3  |
| 16 | Bécsi körút                      | 2  |
| 17 | Szent Ferenc utca                | 1  |
| 18 | Személy pályaudvar végállomás    | 0  |